# Fernand Carette
Fernand Carette, né en 1921 à Marcinelle et mort en 2005, est un peintre et dessinateur belge.

## Biographie
Peintre, dessinateur, peintre à la gouache, Fernand Carette a suivi une formation à l'Académie des beaux-arts de Charleroi entre 1935 et 1946. Entre 1940 et 1948, il recherche un style et une esthétique propre. Il travaille aussi bien dans un style figuratif qu'abstrait mais opte le plus souvent pour l'abstraction lyrique, à travers laquelle il peut exprimer sa personnalité sans devoir déguiser son combat, son chagrin, son désespoir, son dégoût. Vers 1965, il se rapproche de plus en plus du surréalisme et travaille avec le Groupe Phases. Il est l'auteur en 1956 de peintures murales, en 1956 pour la Banque d'Afrique à Bruxelles et, en 1961, pour le plafond de la Bourse du Commerce et de l'Industrie à Charleroi.

## Expositions

### Expositions personnelles
- Galerie Saint-Laurent, Bruxelles, 1961[2].
- Galerie Quadri, 1990.
- Galerie Dupuis (Crédit Agricole), 2002.

### Expositions collectives
- Galerie Le Parc, Charleroi, 1949[2].
- Jean Rets, Pol Bury, Fernand Carette, Jo Delahaut, Paul Van Hoeydonck, Guy Vandenbranden, Galerie Le Rouge et le Noir, Charleroi, avril 1957[3].
- La Belgique dans tous ses états - Cinquante œuvres d'artistes belges, Musée du petit format, Viroinval, mai 2009[4].
- Œuvres de la collection et nouveautés 2007-2011, Palais des beaux-arts de Charleroi, mars-mai 2012[5].

## Réception critique
- « Ses œuvres abstraites et austères mettent en rapport des séries d'arcs de cercle qui s'entrecroisent rythmiquement, parfois interrompues par des segments de droite. La couleur est peu à peu intégrée à ses œuvres. » - Dictionnaire Bénézit[1].

## Musées
- Palais des beaux-arts de Charleroi[5].
- Musée du petit format, Viroinval[4].

## Distinctions
- Lauréat de la Jeune Peinture belge, 1959[1].
- Prix de la Critique, Palais des beaux-arts de Charleroi, 1971[4].